# Bogovina
Bogovina (serbocroata cirílico: Боговина) es una villa de Serbia perteneciente al municipio de Boljevac en el distrito de Zaječar.
En 2011 tenía 1151 habitantes. Casi dos tercios de los habitantes son étnicamente serbios y un cuarto son valacos.
El asentamiento se desarrolló como un poblado minero a partir de 1903, cuando se abrió aquí una mina de lignito. Alcanzó su mayor producción a mediados del siglo XX, pero a partir de entonces la industria ha demandado cantidades menores de carbón, por lo que la villa ha ido bajando de población. A fecha de 2016, todavía seguía habiendo 320 trabajadores en la mina, pero el futuro de las instalaciones es incierto.
Se ubica unos 5 km al norte de la capital municipal Boljevac, sobre la carretera 391 que lleva a Bor.